# Тијера Калијенте (Тотонтепек Виља де Морелос)
Тијера Калијенте (шп. Tierra Caliente) насеље је у Мексику у савезној држави Оахака у општини Тотонтепек Виља де Морелос. Насеље се налази на надморској висини од 1297 м.

## Становништво
Према подацима из 2010. године у насељу је живело 8 становника.

### Хронологија
| Година       | 2010 |
| ------------ | ---- |
| Становништво | 8    |

### Попис
| # | Индикатор                     | Вредност |
| - | ----------------------------- | -------- |
| 1 | Укупно домаћинстава           | 3        |
| 2 | Укупно насељених домаћинстава | 1        |
| 3 | Величина локације             | 1        |